# Połączenie koncentryczne
Połączenie koncentryczne (skośne) ma na celu dywersyfikację działalności w tym samym lub pokrewnym sektorze (branży) poprzez przejęcie lub fuzję przedsiębiorstwa oferującego produkty lub usługi komplementarne względem siebie. Łączące się spółki mogą być powiązane ze sobą geograficznie, technicznie, rynkowo lub mogą prowadzić działalność niezależną względem siebie.
Korzyści i motywy przeprowadzania połączeń koncentrycznych to wzrost i maksymalizacja zysku z działalności oraz dywersyfikacja ryzyka działalności operacyjnej.
Połączenia koncentryczne mogą mieć charakter:
- produktowy - co oznacza wzbogacenie asortymentu produktów lub i usług przez połączenia z przedsiębiorstwem ze spokrewnionej lub tej samej branży,
- geograficzny - co oznacza, że łączą się przedsiębiorstwa z różnych branż prowadzące działalność na tym samym terytorium,
- niezależny (zlepkowy) - co oznacza, że profile działalność łączonych przedsiębiorstw nie są ze sobą powiązane.

W. Frąckowiak (red.), Fuzje i przejęcia, PWE, Warszawa 2009, s. 29-30.